# Loxosomella neapolitanum
Loxosomella neapolitanum är en bägardjursart som först beskrevs av Kowalewsky 1866.  Loxosomella neapolitanum ingår i släktet Loxosomella och familjen Loxosomatidae. Inga underarter finns listade i Catalogue of Life.